# Nugents

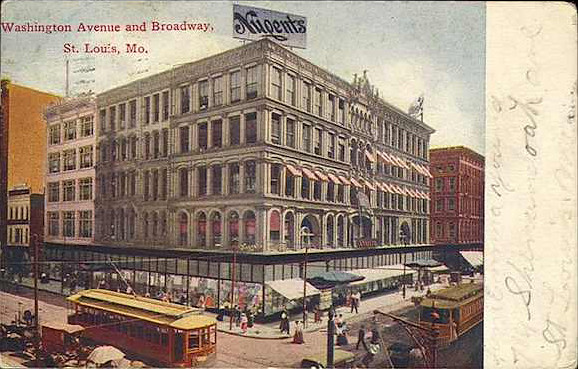
Ansichtkaart uit 1920 van de Nugents-winkel in het centrum van St. Louis

Nugents, ook bekend als B. Nugent & Brother Dry Goods Co. was een warenhuis in het centrum van St. Louis, Missouri. Het warenhuis lag op de zuidoosthoek van Washington Avenue en Broadway. Het was het eerste warenhuis in het hart van de Verenigde Staten dat een vestiging in een buitenwijk opende.

## Geschiedenis
De eerste winkel, een textielwinkel, werd in 1869 opgericht door Byron Nugent (overleden in 1908) in Mount Vernon, Illinois. Hij verhuisde naar St. Louis en opende daar in februari 1873 een winkel van 7 bij 17 meter op de zuidoosthoek van Broadway en Franklin Avenue. In 1878 verhuisde het naar een groter pand op North Broadway 817. Daarna werd nummer 819 toegevoegd, waarna er een totale oppervlakte van 1.900 m² ontstond, verdeeld over vier verdiepingen. Tot de motto's behoorden onder meer "vooruit en opwaarts" en "één prijssysteem".
In 1882 werden North Broadway 815 en 821 aan het warenhuis toegevoegd. Ook de achterkant werd uitgebouwd met vier verdiepingen en een oppervlakte van 4.520 m². In 1889 verhuisde Nugents opnieuw naar een nog groter pand, dat de thuisbasis zou blijven totdat het bedrijf sloot. Voor het zover was werden er twee extra gebouwen geannexeerd. Het complex in het stadscentrum bestond uiteindelijk uit drie gebouwen. Er was een brug over St. Charles Street naar een van de gebouwen, die dateerde uit 1850. De brug en het bijgebouw werden beide in 1942 gesloopt.
In 1914 vierde het merk "41 years underselling", wat symbool stond voor de marktpositionering van Nugents met lage prijzen en massaproducten.

## Uptown-filiaal
Nugents opende op 12 april 1913 een filiaal in Midtown St. Louis (toen nog Uptown geheten) op de hoek van Olive Street en Vandeventer Avenue. Het was het eerste warenhuis dat in het centrum geopend werd, in de Verenigde Staten. Het bedrijf had een bestaande winkel, The Banner Store, gekocht en verbouwd. Het filiaal in Uptown was 1.400 m² groot, verdeeld over drie verdiepingen.
Later werd een filiaal geopend in Wellston, Missouri.

## Einde
Het bedrijf werd in 1923 gekocht door National Department Stores en in 1933 geliquideerd. Op het hoogtepunt van hun bestaan boden de winkels werk aan ongeveer 1500 mensen.